# شیرینک (بردسیر)
شیرینک، روستایی در دهستان شیرینک بخش گلزار شهرستان بردسیر در استان کرمان ایران است. این روستا، مرکز دهستان شیرینک است.

## جمعیت
بر پایه سرشماری عمومی نفوس و مسکن در سال ۱۳۹۵، جمعیت این روستا برابر با ۸۵۷ نفر (۲۶۳ خانوار) بوده‌است.